# أصفات
شركة أصفات ، (بالتركية: ASFAT ، اختصار: Askeri Fabrika ve Tersane İşletme) هي شركة مقاولات دفاع تركية مملوكة للدولة. الشركة الخاضعة لولاية وزارة الدفاع الوطني التركية ، والتي تقوم بتطوير وإدارة واستخدام مرافق وقدرات مصانع الذخائر الـ27 و 3 أحواض بناء السفن البحرية العامة في تركيا والتي كانت تقودها سابقًا وزارة الدفاع الوطني في البلاد ، لتقديم مبتكر المنتجات والحلول التي تغطي مجالات التصميم والتصنيع والصيانة والاستدامة والتدريب لسوق الدفاع العالمي.